# Mordechai Jaffe
Mordechai ben Abraham Jaffe (geboren ca. 1530 in Prag; gestorben am 7. März 1612 in Posen) war ein jüdischer Gelehrter, Rabbiner, Rosch-Jeschiwa und Dezisor. Bekannt wurde er als Autor des zehnbändigen Werkes Lewusch Malchut, nach welchem er auch Lewusch genannt wird. Er gilt als einer der führenden Talmudisten und Kabbalisten des 16. Jahrhunderts.

## Leben
Jaffe wurde in Prag geboren. Er ging in jungen Jahren nach Lublin, um bei Salomo Luria zu lernen. Später ging er nach Krakau zu Moses Isserles. Offenbar auf Betreiben von Isserles studierte er gleichzeitig Astronomie und Philosophie sowie Kabbala bei Mattathias ben Salomo Delakrot.
Nach einem mehrjährigen Aufenthalt kehrte er nach Prag zurück und wurde 1553 Leiter der dortigen Jeschiwa. Bald fiel ihm auf, dass die Studenten kein Interesse für das eigentliche Verständnis des Talmud zeigten, sondern sich in spitzfindigen Diskussionen ergingen. Jaffe entschied sich deshalb, möglichst wenig Zeit mit diesen Studenten zu verbringen und widmete sich der Niederschrift von Büchern.
So entstand sein Hauptwerk Lewusch Malchut („Bekleidung der Königsherrschaft [Gottes])“, das zunächst als Zusammenfassung von Bet Josef, dem halachischen Hauptwerk von Josef Karo gedacht war. Als Grundlage hielt er sich dabei an die „drei Säulen der Autorität“: Alfasi, Maimonides und Ascher ben Jechiel. Während der Arbeit an diesem Buch wurden die Juden 1561 aus Böhmen vertrieben, und Jaffe ließ sich in Venedig nieder, wo er zunächst seine Beschäftigung mit Karos Werk fortsetzte, darauf jedoch Werke von Maimonides und Menachem Recanati zu kommentieren begann.
Nach einem über zehnjährigen Aufenthalt verließ Jaffe Italien und begab sich nach Polen-Litauen, das zu dieser Zeit das wichtigste Zentrum jüdischer Gelehrsamkeit in Europa war. Hier wurde er zum Gerichtsvorsitzenden und Leiter der Jeschiwa im litauischen Grodno ernannt. Später erhielt er eine ähnliche Stelle in Lublin, und daraufhin in Kremenez. In Polen unterzeichnete Jaffe die wichtigsten Beschlüsse des Rats der vier Länder. 1592 kehrte er nach Prag zurück, wo er dem Rabbi Löw als Gerichtsvorsitzender folgte, der dieselbe Stelle in Posen übernahm. 1599 tauschten Judah Löw und Jaffe ihre Positionen aus, und Jaffe blieb in Posen bis zu seinem Tode.

## Werk
An seinem Hauptwerk Lewusch Malchut arbeitete Jaffe fast 50 Jahre. Im Vorwort dazu beschreibt er das Werk als „mittleren Weg zwischen zwei Extremen: Karos Bet Josef und auf der anderen Seite dessen Schulchan Aruch und Isserles’ Mappa, die beide zu kurz gehalten sind.“ Das Werk enthält zehn Bände, die Lewuschim („Bekleidungen“) genannt werden. Die ersten fünf befassen sich mit den halachischen Gesetzen in Bet Josef, der sechste mit Raschis Bibelkommentar, der siebente enthält Predigten anlässlich von Hochzeiten und Feiertagen, der achte ist ein Kommentar zum Führer der Unschlüssigen, der neunte kommentiert eine Abhandlung über die Gesetze des jüdischen Kalenders von Maimonides, und der letzte befasst sich mit Menachem Recanatis kabbalistischem Bibelkommentar. Die letzten drei Bände wurden von Jaffe als „rabbinische Amtskleider“ bezeichnet, wobei er hinzufügte, dass sie „von jedem Studenten in der entsprechenden Reihenfolge studiert werden sollten: Philosophie, Astronomie und Kabbala.“ Aus dem Munde einer führenden Persönlichkeit des polnischen und litauischen Judentums im 16. Jahrhundert bezeugen diese Worte den Einfluss der Renaissance auf damalige jüdische Gelehrte. Jaffe betrachtete die Kabbala als „das krönende Juwel der Spiritualität“.
Die „Lewuschim“ erschienen zwischen 1590 und 1604 in verschiedenen Ausgaben in Lublin, Prag und Krakau. Sie wurden zunächst von fast allen zeitgenössischen Rabbinern kritisiert, erhielten jedoch von Elias Schapiro, der am Ende des 17. Jahrhunderts in Prag einen Kommentar zum ersten Band der „Lewuschim“ publizierte, eine überaus lobende Erwähnung.